# Кочковский район
Ко́чковский райо́н — административно-территориальная единица (район) и муниципальное образование (муниципальный район) в Новосибирской области России.
Административный центр — село Кочки.

## География
Район расположен на юге Новосибирской области. Кочковский район – самый восточный район Кулундинской зоны и самый небольшой в Новосибирской области по численности населения и занимаемой площади.
Граничит с Краснозёрским, Доволенским, Каргатским, Чулымский и Ордынским районами Новосибирской области, на юге с Алтайским краем. Рельеф местности — равнина.
Территория района по данным на 2008 год — 251,8 тыс. га, в том числе сельхозугодья — 201,9 тыс. га (80,2 % всей площади). Естественных водоёмов в районе нет, за исключением реки Карасук, протекающей с северо-востока на юго-запад.

## История
Кочковский район официально образован 12 сентября 1924 года в составе Каргатского уезда Новониколаевской губернии на базе Решетовской, Кочковской и Жуланской волостей. В 1925 году были упразднены губернии и образован Сибирский край, и район вошёл в состав Каменского округа Сибирского края. В 1930 году Сибирский край был разделён на западную и восточную части, и район оказался в составе Западно-Сибирского края. В 1937 район был включен в состав нового Алтайского края, а 8 апреля 1939 передан в Новосибирскую область.

## Животный мир
На территории Кочковского района обитают зайцы, барсуки, водятся косули, численность которых особенно увеличивается в зимний период на территории заказника «Маяк».
Встречающиеся здесь корсак и енотовидная собака наносят ущерб частным хозяйствам. В 2020 году в ряде населённых пунктов района фиксировались массовые нападения хищников на домашних птиц.

## Достопримечательности

### Природные достопримечательности
- Озёра Ермак (80 га) и Комарье (12 га);[8]
- Биологический заказник государственного значения «Маяк» (площадь — 23 800 га);
- охотничье хозяйство «Ермаковское» (площадь — 47500 га).

### Культурно-историческое наследие
- Храм Рождества Христова (памятник архитектуры начала XIX века);[9][10]
- Мемориал Славы;
- Мемориал памяти погибшим ликвидаторам аварии на Чернобыльской АЭС;
- Многоквартирные дома и постройки, выполненные в едином архитектурном стиле;
- Кочковский краеведческий музей;
- Здание узла связи;
- Здание администрации Кочковского района;
- Строение поста ГИБДД.

## Население
| 2002    | 2009    | 2010    | 2011    | 2012    | 2013    | 2014    |
| ------- | ------- | ------- | ------- | ------- | ------- | ------- |
| 16 301  | ↘16 111 | ↘16 002 | ↘14 835 | ↘14 680 | ↘14 591 | ↘14 463 |
| 2015    | 2016    | 2017    | 2018    | 2019    | 2020    | 2021    |
| ↘14 376 | ↘14 310 | ↘14 230 | ↘14 006 | ↘13 828 | ↘13 538 | ↘11 710 |

## Муниципально-территориальное устройство
В муниципальный район входят 10 муниципальных образований со статусом сельских поселений.
| №  | Сельские поселения        | Административный центр | Количество населённых пунктов | Население (чел.) | Площадь (км²) |
| -- | ------------------------- | ---------------------- | ----------------------------- | ---------------- | ------------- |
| 1  | Быструхинский сельсовет   | село Быструха          | 1                             | ↘1063            | 369,03        |
| 2  | Ермаковский сельсовет     | посёлок Ермаковский    | 2                             | ↘330             | 131,40        |
| 3  | Жуланский сельсовет       | село Жуланка           | 3                             | ↘1353            | 424,91        |
| 4  | Кочковский сельсовет      | село Кочки             | 1                             | ↘3670            | 20,47         |
| 5  | Красносибирский сельсовет | село Красная Сибирь    | 1                             | ↘1047            | 213,07        |
| 6  | Новорешетовский сельсовет | посёлок Новые Решёты   | 3                             | ↘636             | 174,15        |
| 7  | Новоцелинный сельсовет    | село Новоцелинное      | 2                             | ↘1193            | 274,03        |
| 8  | Решетовский сельсовет     | село Решёты            | 1                             | ↘1810            | 409,46        |
| 9  | Троицкий сельсовет        | посёлок Троицкий       | 3                             | ↘511             | 167,21        |
| 10 | Черновский сельсовет      | село Черновка          | 2                             | ↘1560            | 333,97        |

### Населённые пункты
В Кочковском районе 19 населённых пунктов.
| №  | Населённый пункт | Тип     | Население | Муниципальное образование |
| -- | ---------------- | ------- | --------- | ------------------------- |
| 1  | Букреево Плесо   | деревня | ↘601      | Черновский сельсовет      |
| 2  | Быструха         | село    | ↘1063     | Быструхинский сельсовет   |
| 3  | Ермаковский      | посёлок | ↘359      | Ермаковский сельсовет     |
| 4  | Жуланка          | село    | ↘1222     | Жуланский сельсовет       |
| 5  | Земировский      | посёлок | ↘37       | Троицкий сельсовет        |
| 6  | Кочки            | село    | ↘3670     | Кочковский сельсовет      |
| 7  | Красная Сибирь   | село    | ↘1047     | Красносибирский сельсовет |
| 8  | Маяк             | посёлок | ↘56       | Новоцелинный сельсовет    |
| 9  | Николаевский     | посёлок | ↘51       | Ермаковский сельсовет     |
| 10 | Новоцелинное     | село    | ↘1261     | Новоцелинный сельсовет    |
| 11 | Новые Решёты     | посёлок | ↘558      | Новорешетовский сельсовет |
| 12 | Новый Вокзал     | посёлок | ↘14       | Жуланский сельсовет       |
| 13 | Покровка         | посёлок | ↘107      | Новорешетовский сельсовет |
| 14 | Республиканский  | посёлок | ↘334      | Жуланский сельсовет       |
| 15 | Решёты           | село    | ↘1810     | Решетовский сельсовет     |
| 16 | Рождественский   | посёлок | ↘62       | Троицкий сельсовет        |
| 17 | Советский        | посёлок | ↘116      | Новорешетовский сельсовет |
| 18 | Троицкий         | посёлок | ↘514      | Троицкий сельсовет        |
| 19 | Черновка         | село    | ↘1198     | Черновский сельсовет      |

## Экономика
Ведущей отраслью экономики района является сельское хозяйство, которое представлено 7 акционерными обществами, одним опытно производственным хозяйством, двумя государственными унитарными предприятиями, 59 крестьянскими хозяйствами и малыми предприятиями, 6177 личными подсобными хозяйствами.

## Транспорт
Протяженность автомобильных дорог — 268 км, из них с твердым покрытием — 194 км.

## Выдающиеся жители
- Челноков Виктор — депутат Верховного Совета РСФСР;
- Татьяна Горлова — депутат Верховного Совета РСФСР;
- Мария Трунова — депутат Верховного Совета РСФСР;

Герои Советского Союза:
- Гридасов Григорий Макарович;
- Лахин Григорий Родионович;
- Полянский Петр Павлович;
- Тихоненко Иван Кондратьевич;
- Тутученко Семен Павлович;
- Устюжанин, Василий Антонович (2 сентября 1927 года, д. Гуселетово — 13 июля 1990 года, Бердск) — Герой Социалистического Труда[28]
- Черновский Семен Александрович;
- Чумов Афанасий Гаврилович;
- Юдин Владимир Григорьевич.

Выдающиеся уроженцы Кочковского района широко представлены в репортаже газеты «Советская Сибирь»
Истории ветеранов Кочковского района представлены на сайте движения «Бессмертный полк»